# Lewis (Vermont)
Lewis es un pueblo ubicado en el condado de Essex en el estado estadounidense de Vermont. En el año 2010 tenía una población de 0 habitantes y una densidad poblacional de 0 personas por km².

## Geografía
Lewis se encuentra ubicado en las coordenadas 44°52′20″N 71°44′27″O / 44.87222, -71.74083.